# Comuna Puka
Puka este o comună (vald) din Comitatul Valga, Estonia. Cuprinde 19 localități (1 târgușor și 18 sate). Reședința comunei este târgușor Puka.